# Diocese de Sambalpur
A Diocese de Sambalpur (Latim:Dioecesis Sambalpurensis) é uma diocese localizada no município de Sambalpur, no estado de Orissa, pertencente a Arquidiocese de Cuttack-Bhubaneswar na Índia. Foi fundada em 14 de junho de 1951 pelo Papa Pio XII. Com uma população católica de 46.881 habitantes, sendo 0,6% da população total, possui 24 paróquias com dados de 2020.

## História
Em 14 de junho de 1951 o Papa Pio XII cria a Diocese de Sambalpur através dos territórios da Arquidiocese de Calcutá, Diocese de Nagpur e da Diocese de Ranchi. Em 1979 a Diocese de Sambalpur perde território para a formação da Diocese de Rourkela.

## Lista de bispos
A seguir uma lista de bispos desde a criação da diocese em 1951.
|                     | Nome                        | Período             | Notas                                    |
| Bispos de Sambalpur | Bispos de Sambalpur         | Bispos de Sambalpur | Bispos de Sambalpur                      |
| ------------------- | --------------------------- | ------------------- | ---------------------------------------- |
| 4º                  | Niranjan Sual Singh         | 2013 - atual        |                                          |
| 3º                  | Lucas Kerketta, S.V.D.      | 1986 - 2013         |                                          |
| 2º                  | Raphael Cheenath, S.V.D.    | 1974 - 1985         | Nomeado arcebispo de Cuttack-Bhubaneswar |
| 1º                  | Hermann Westermann , S.V.D. | 1951 - 1974         |                                          |